# Caulolatilus williamsi
Caulolatilus williamsi är en fiskart som beskrevs av Dooley och Berry, 1977. Caulolatilus williamsi ingår i släktet Caulolatilus och familjen Malacanthidae. IUCN kategoriserar arten globalt som otillräckligt studerad. Inga underarter finns listade i Catalogue of Life.